# ベラ・ヒースコート
イザベラ・“ベラ”・ヒースコート （Isabella "Bella" Heathcote,1987年5月27日 - ） は、オーストラリアの女優、モデル。2008年に活動を開始した。翌2009年のソープオペラ『ネイバーズ』の準レギュラーであるアマンダ・ファウラー役で知られる。
ティム・バートン監督の映画『ダーク・シャドウ』でガヴァネスのヴィクトリア・ウィンターズ役、『高慢と偏見とゾンビ』でジェーン・ベネット役、『ネオン・デーモン』でモデルのジジ役、ディストピアの歴史スリラー連続ドラマ『高い城の男』でニコール・ドーマー役、『フィフティ・シェイズ・ダーカー』でクリスチャン・グレイの元従属者でストーカーのレイラ・ウィリアムズ役、『ワンダー・ウーマンとマーストン教授の秘密』でオリーヴ・バーン役を演じている。

## 生い立ち
1987年、オーストラリアのメルボルンにて弁護士の父親のもとに生まれた。コロワ・アングリカン・ガールズ・スクールに通学した。2008年にキャリアを開始し、2010年5月、オーストラリアの有望な若手俳優を表彰するヒース・レジャー・スカラシップを受賞した。

## 来歴
2010年12月、デイヴィッド・チェイスの長編監督デビュー作『Not Fade Away』へ配役された。2011年2月にはティム・バートンによる『ダーク・シャドウ』の映画化でヴィクトリア・ウィンターズ役およびジョゼット・デュプレ役に指名され、ジョニー・デップ、ミシェル・ファイファー、ヘレナ・ボナム＝カーターと共演した。その後、2016年公開のニコラス・ウィンディング・レフン原案監督脚本のスリラー映画『ネオン・デーモン』に配役された。
2012年、ハンプトンズ国際映画祭の新人賞10名のうち1人に選出された。翌年、ザ・キラーズの「"Shot at the Night"」のミュージック・ビデオにマックス・ミンゲラと共演した。2014年、ルピタ・ニョンゴ、エル・ファニング、エリザベス・オルセンと共にMiu Miuの春夏キャンペーンに参加した。
2017年、映画『フィフティ・シェイズ・オブ・グレイ』の続編『フィフティ・シェイズ・ダーカー』でレイラ・ウィリアムズ役を演じた。連続ドラマ『高い城の男』シーズン2でベルリン生まれの映画製作者ニコール・ドーマー役を演じた。2017年、伝記的映画『ワンダー・ウーマンとマーストン教授の秘密』で心理学者でコミック作家のウィリアム・モールトン・マーストンとエリザベス・ホロウェイ・マーストンの夫妻のパートナーであるオリーヴ・バーン役を演じた。
2018年、CBSオール・アクセスのドラマ『Strange Angel』でスーザン・パーソンズ役を演じた。ジョージ・ペンドルの書籍『Strange Angel: The Otherworldly Life of Rocket Scientist John Whiteside Parsons』のドラマ化であった。2019年11月、2シーズンで打ち切りとなった。オーストラリアの連続ウェブ・ドラマ『Bloom』シーズン2でアン・チャールストン演じるロリス・ウェブの若い頃を演じた。
2020年、インディペンデント映画『レリック -遺物-』でエミリー・モーティマー、ロビン・ネヴィンと共演した。家を破壊する認知症の兆候により取りつかれた祖母、母、娘の三世代の物語である。AGBOフィルム、ルッソ兄弟プロダクション・カンパニー、ジェイク・ジレンホールのプロデュースにより、ナタリア・エリカ・ジェイムスの共同脚本および監督により製作された。2022年、カリン・スローター著の小説『Pieces of Her』のドラマ化で、ネットフリックスのスリラー連続ドラマ『Pieces of Her』でトニ・コレットと共に主演した。
クリス・ハンマー著の『Scrublands』のドラマ化で、ストリーミング・メディアのスタンとテレビ局のナイン・ネットワークの犯罪ドラマ『Scrublands』でルーク・アーノルド、ジェイ・ライアンと共演する。2023年2月、ビクトリア州で製作が開始した。

## 私生活
映画監督アンドリュー・ドミニクと婚約していた。
2019年1月、建築家リチャード・スタンプトンと結婚した。

## 出演作
| 公開年     | 邦題 原題                                                                       | 役名                                                                 | 備考           |  |
| ---------- | ------------------------------------------------------------------------------- | -------------------------------------------------------------------- | -------------- |  |
| 2008       | バタフライエフェクト・イン・クライモリ Acolytes                                 | ペトラ                                                               |                |  |
| 2009       | THE SILENT WAR 戦場の絆 Beneath Hill 60                                         | マージョリー                                                         |                |  |
| 2011       | TIME/タイム In Time                                                             | ミシェル                                                             |                |  |
| 2012       | ダーク・シャドウ Dark Shadows                                                   | マギー・エヴァンス／ヴィクトリア・ウィンターズ／ジョゼット・デュプレ |                |  |
| 2012       | Not Fade Away                                                                   |                                                                      |                |  |
| 2014       | Re:LIFE〜リライフ〜 The Rewrite                                                 | カレン・ギャブニー                                                   |                |  |
| 2016, 2018 | 高い城の男 The Man in the High Castle                                           | ニコル                                                               | テレビドラマ   |  |
| 2016       | 高慢と偏見とゾンビ Pride and Prejudice and Zombies                              | ジェーン・ベネット                                                   |                |  |
| 2016       | ネオン・デーモン The neon demon                                                 | ジジ                                                                 |                |  |
| 2017       | フィフティ・シェイズ・ダーカー Fifty Shades Darker                              | レイラ・ウィリアムズ                                                 |                |  |
| 2017       | ワンダー・ウーマンとマーストン教授の秘密 Professor Marston and the Wonder Women | オリーヴ・バーン                                                     | 日本劇場未公開 |  |
| 2020       | レリック -遺物- Relic                                                           | サム                                                                 |                |  |
| 2022       | 彼女のかけら Pieces of Her                                                      | アンディ・オリバー                                                   | テレビドラマ   |  |